# Stoke Hammond
Stoke Hammond è un villaggio e parrocchia civile dell'Inghilterra, appartenente alla contea del Buckinghamshire.